# Batalha de Ramadi (2014–2015)
A Batalha de Ramadi, também chamada de Queda de Ramadi, fez parte de uma ofensiva do Estado Islâmico (Daesh) para capturar toda a província de Anbar. A cidade de Ramadi era um dos últimos redutos do governo iraquiano em Anbar. A batalha começou em outubro de 2014 e encerrou em 14 de maio de 2015, quando o Estado Islâmico se apoderou dos edifícios governamentais. Em 17 de maio, o exército iraquiano e as forças especiais fugiram da cidade, com 500 civis e militares mortos.
A cidade de Ramadi foi retomada por forças do governo central em fevereiro de 2016.